# فلسفة حقوق التأليف والنشر
تأخذ فلسفة حقوق التأليف والنشر في الاعتبار القضايا الفلسفية المرتبطة بسياسة حقوق التأليف والنشر، وغيرها من المشاكل الفقهية التي تنشأ في تفسير الأنظمة القانونية وتطبيق قانون حق المؤلف.